# Game for Peace
『Game for Peace』（ゲーム・フォー・ピース、中：和平精英）は、テンセントが2019年5月8日に中国本土でリリースしたバトルロイヤルゲーム。韓国のゲーム開発スタジオPUBG Corporationが開発した『PlayerUnknown's Battlegrounds』（以下、PUBG）の中国版で、当初は『PUBGモバイル』と呼称していた。

## PUBGとの違い
大まかなゲームシステムに変更はないが、中国政府の方針を受け以下の点が変更された。
- 『PUBGモバイル』では敵を倒すとその場に死体が残っていたが、『Game for Peace』では倒した敵がバイバイと手を振って消える。
- 『PUBGモバイル』では倒した敵が出血していたが、『Game for Peace』では敵を倒すと詳細不明の球体が表示される。

## 制作経緯
2017年3月23日、PUBGはSteamで早期アクセスバージョンがリリースされた。
2017年11月22日、テンセントとBlueholeは、PUBGの独占代理店権を取得するためのパートナーシップを結び、その中国版を『PUBG Mobile』とすることを決定した。
2018年3月、第13回全国人民代表大会の第1回会合が開催され、「国家評議会の制度改革プログラムに関する決定」が可決された。29日には「ゲームアプリケーションの承認に関する重要事項のお知らせ」を発行し、その年の12月まで続いた。
テストサーバーは2019年4月26日の12時にダウンロード可能になったが、同年5月7日にはPUBGのテストを停止し、オフラインになった。同時に、テンセントはテストサーバーの公式バージョン「PeaceElite」をリリースしたが、ゲームアイテムが削除された。

## 未成年に対するゲームの制限
「Game for Peace」はテンセントの健康システムにより、「16+」に指定されている。
未成年者のアカウントは午後10時から翌日の午前8時までゲームのプレイを禁止されている。また、プレイ時間は法定休日には1日につき3時間までで、その他の日は1日につき1.5時間までと制限されている。
しかし、「Game for Peace」は2020年より突如、健康プログラムを閉鎖した。現在は12歳以上のプレイヤーがゲームをプレイすることができるが、金曜・土曜及び法定休日の午後8時から午後9時までの1時間のみプレイすることができる。
2021年8月30日、中華人民共和国情報出版局は、未成年者のゲームプレイをさらに禁止する声明を発表し、未成年ユーザーは金曜・土曜・日曜及び法定休日の毎日20時から21時のみゲームにログインすることができ、ゲーム中かどうかに関わらず21時には強制ログアウトすることを義務付けた。同時に、ゲストモードでゲームにログインすることもできなくなった。 その後「Game for Peace」は国の検討に協力し、未成年者は金曜・土曜・日曜及び法定休日の午後8時から9時までしかゲームにログインできず、1週間に最大3時間しかプレイできないように変更した。制限時間を超過した場合は、ゲーム中かどうかに関わらず強制的にログアウトされる。